# Ashford (Alabama)
Ashford ist ein Ort im Houston County im US-amerikanischen Bundesstaat Alabama.

## Geographie
Ashford liegt im Südosten Alabamas im Süden der Vereinigten Staaten. Der Ort ist etwa 18 Kilometer von der südlichen Grenze zu Florida sowie 10 Kilometer von der östlichen Grenze zu Georgia entfernt.
Nahegelegene Orte sind unter anderem Avon (1 km westlich), Cowarts (2 km westlich), Webb (4 km nördlich), Dothan (6 km westlich) und Gordon (9 km südöstlich).

## Geschichte
Der Ort wurde 1891 gegründet. In den ersten Jahren seines Bestehens waren die Herstellung von Terpentinöl und Landwirtschaft die wichtigsten Wirtschaftsfaktoren in Ashford. Die Herstellung von Terpentinöl wurde durch die Verbreitung von Erdöl Anfang des 20. Jahrhunderts für den Ort bedeutungslos und der Anbau von Baumwolle und Erdnüssen wurde vorrangige Einnahmequelle, wobei gegen Ende des 20. Jahrhunderts auch der Anbau von Baumwolle wieder weitgehend verdrängt wurde.
Ein Bauwerk in Ashford ist im National Register of Historic Places (NRHP) eingetragen (Stand 20. März 2020), das Alabama Midland Railway Depot.

## Verkehr
Im Süden der Stadt verläuft der U.S. Highway 84, der über 3088 Kilometer von Colorado durch sieben Bundesstaaten bis nach Georgia verläuft. Im nahegelegenen Dothan besteht außerdem Anschluss an die Alabama State Route 1 sowie den U.S. Highway 431.
Etwa 20 Kilometer nordwestlich befindet sich der Dothan Regional Airport, auf dem etwa 85.000 Flugbewegungen jährlich absolviert werden. Linienflüge werden ausschließlich zum Hartsfield–Jackson Atlanta International Airport angeboten.

## Demographie
Bei der Volkszählung aus dem Jahr 2000 hatte Ashford 1853 Einwohner, die sich auf 763 Haushalte und 527 Familien verteilten. Die Bevölkerungsdichte betrug somit 117,3 Einwohner/km². 71,45 % der Bevölkerung waren weiß. 27,52 % afroamerikanisch. In 30,1 % der Haushalte lebten Kinder unter 18 Jahren. Das Durchschnittseinkommen betrug 29444 US-Dollar pro Haushalt, wobei 16,9 % der Bevölkerung unterhalb der Armutsgrenze lebten.